# Asperula galioides
Asperula galioides är en måreväxtart som beskrevs av Friedrich August Marschall von Bieberstein. Asperula galioides ingår i släktet färgmåror, och familjen måreväxter. Inga underarter finns listade i Catalogue of Life.